# Еслое
Еслое (нім. Eslohe) — сільська громада в Німеччині, знаходиться в землі Північний Рейн-Вестфалія. Підпорядковується адміністративному округу Арнсберг. Входить до складу району Гохзауерланд.
Площа — 113,37 км². Населення становить 8787 ос. (станом на 31 грудня 2020).

## Географії

### Сусідні міста та громади
Еслое межує з 5 містами / громадами:
- Фіннентроп
- Леннештадт
- Мешеде
- Шмалленберг
- Зундерн

## Галерея

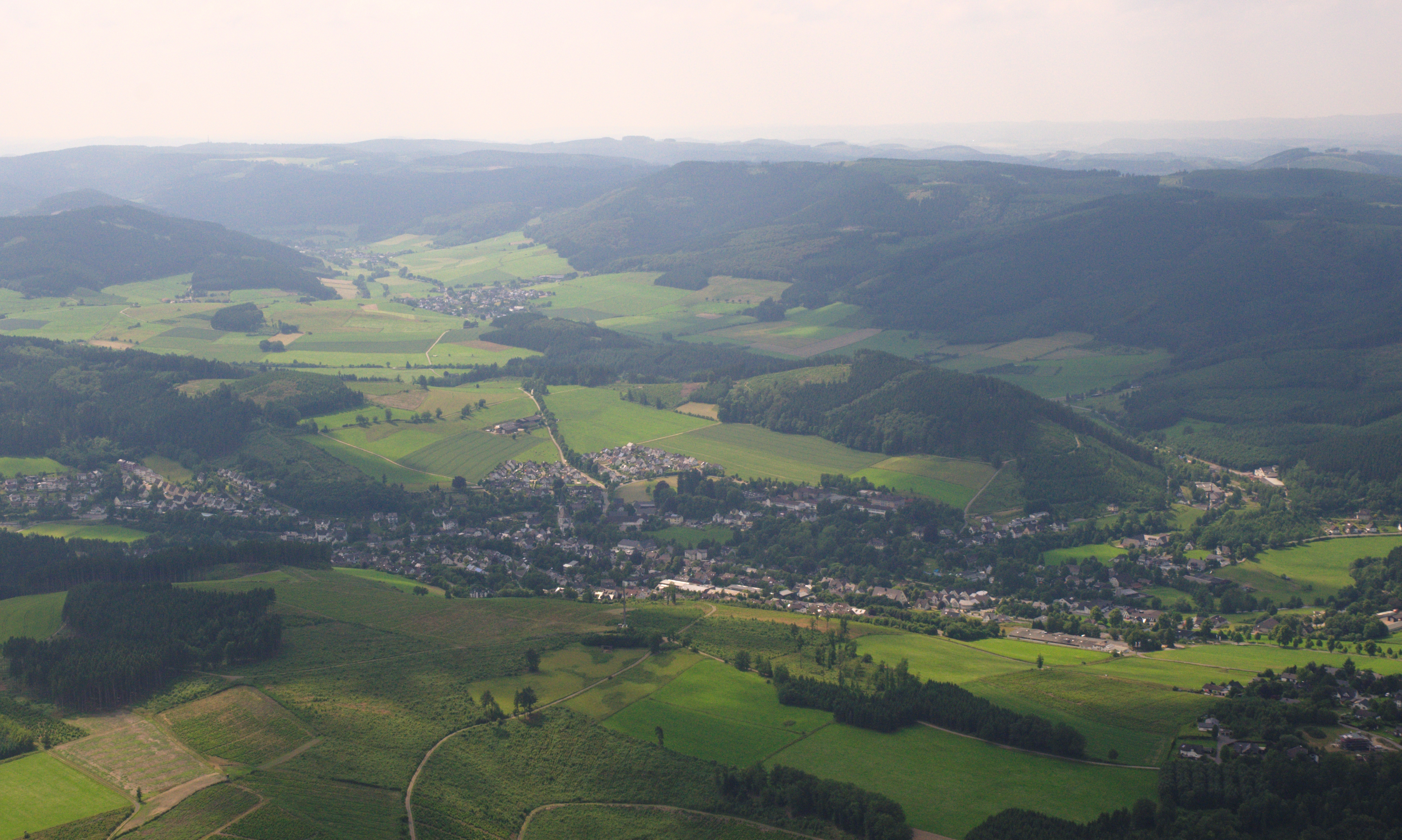
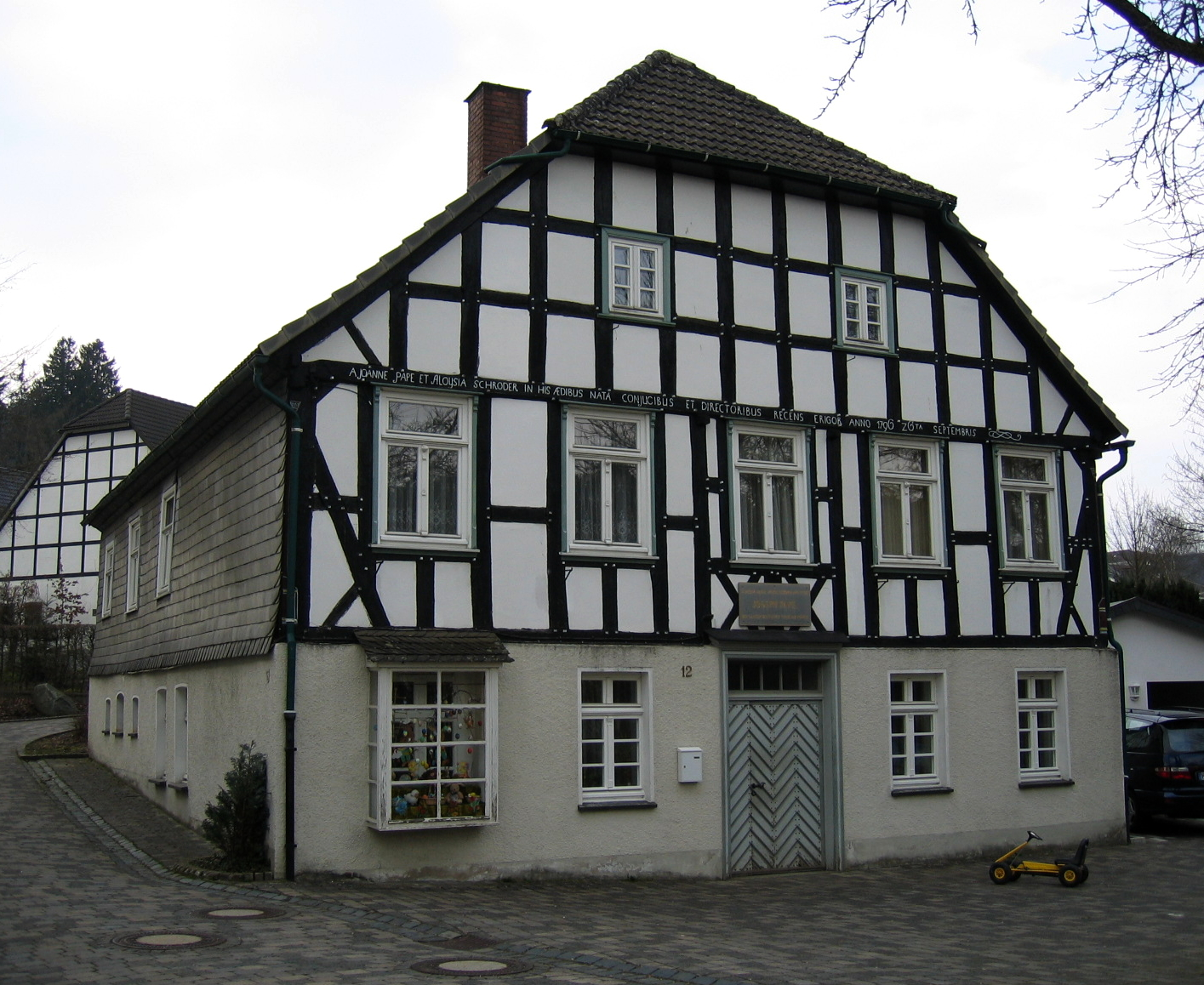
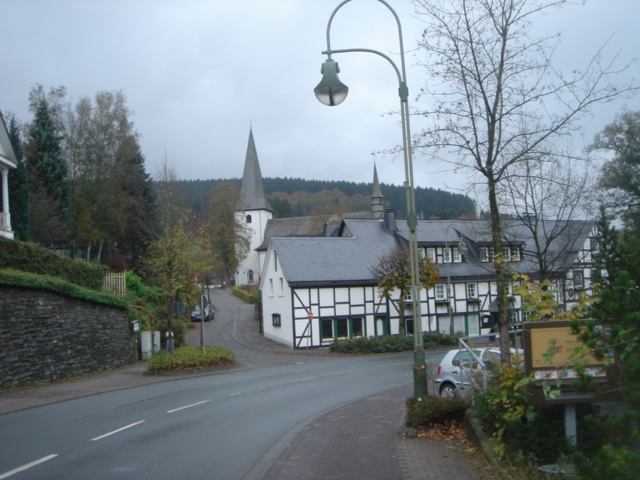
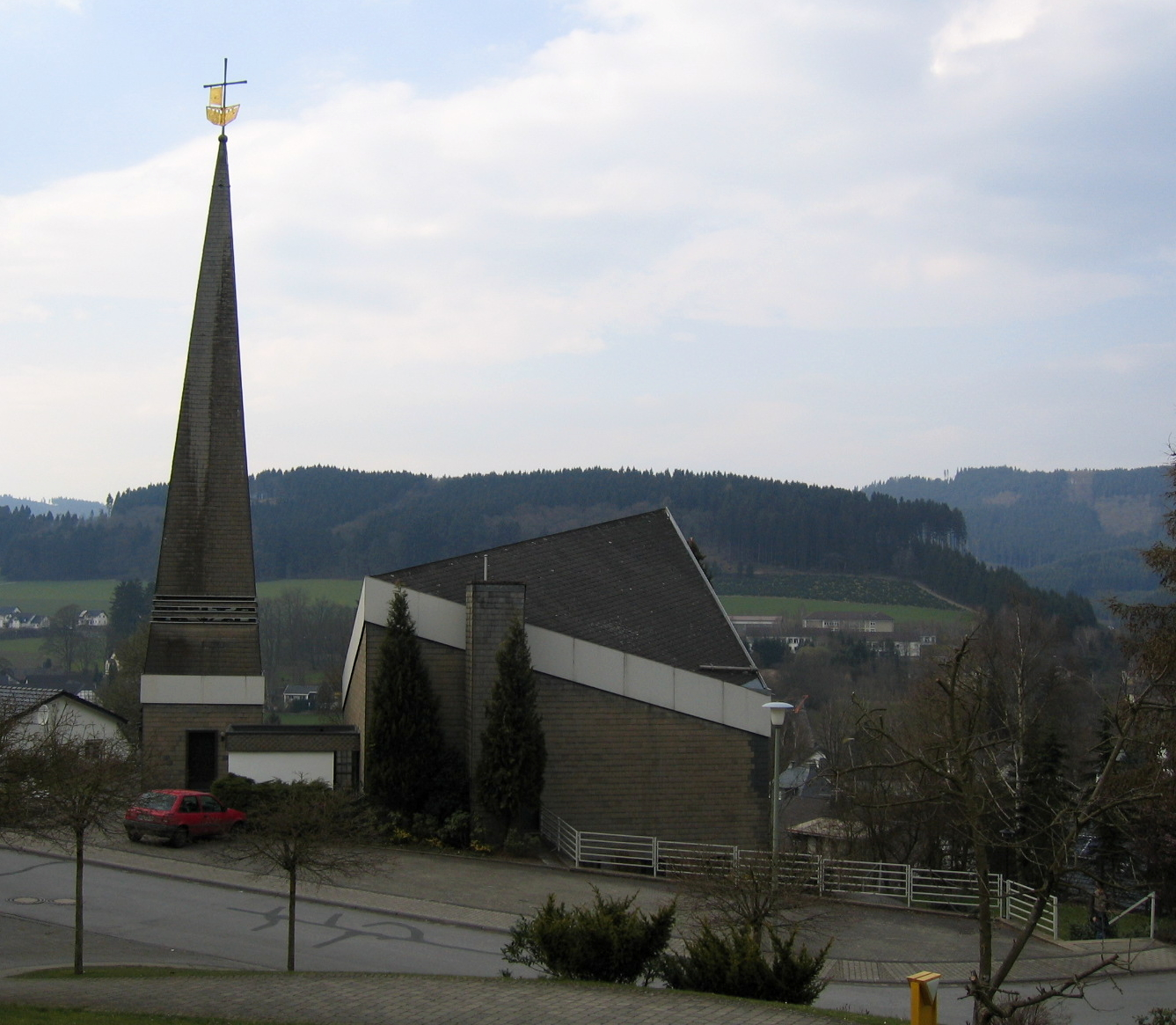
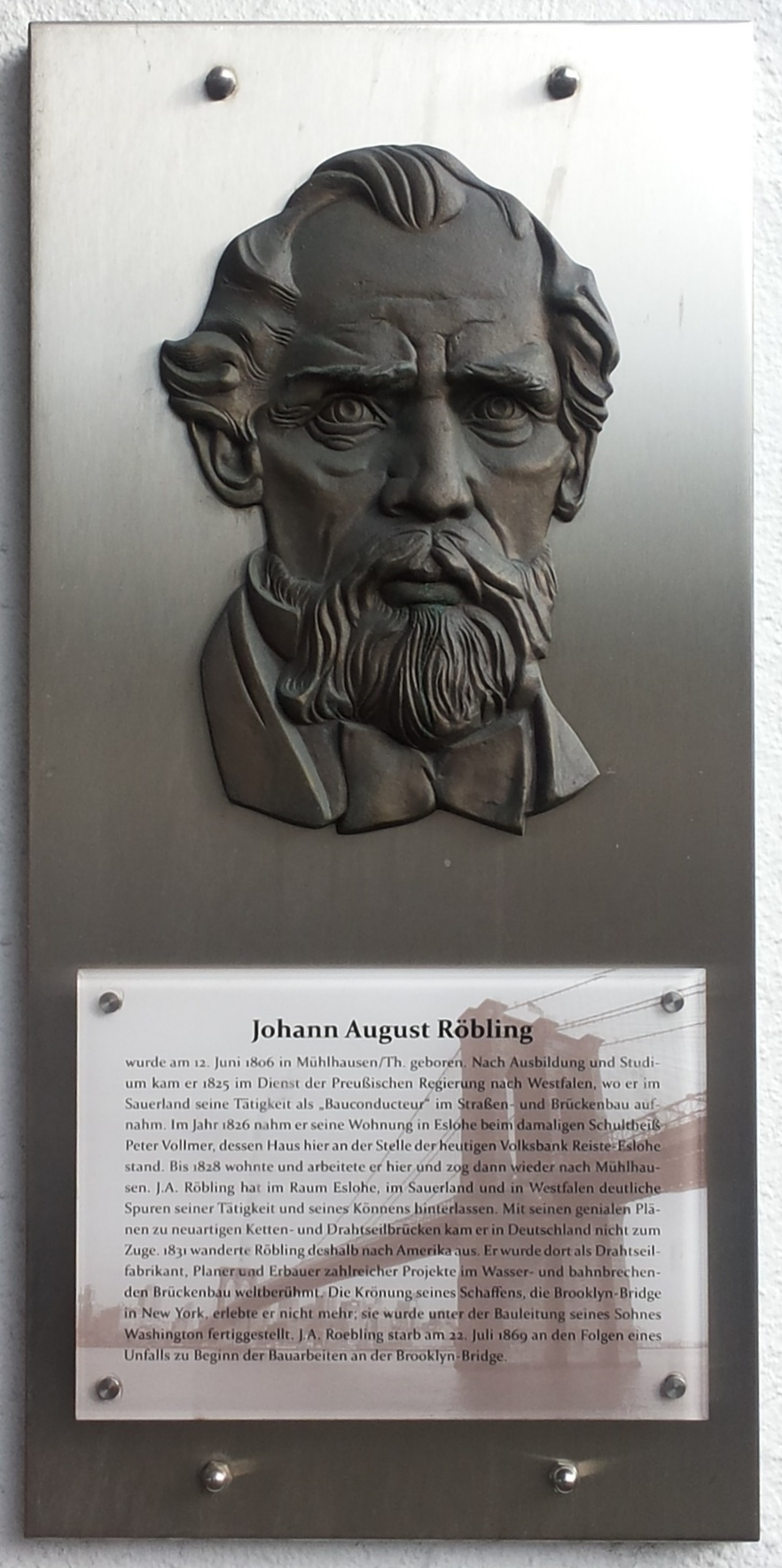
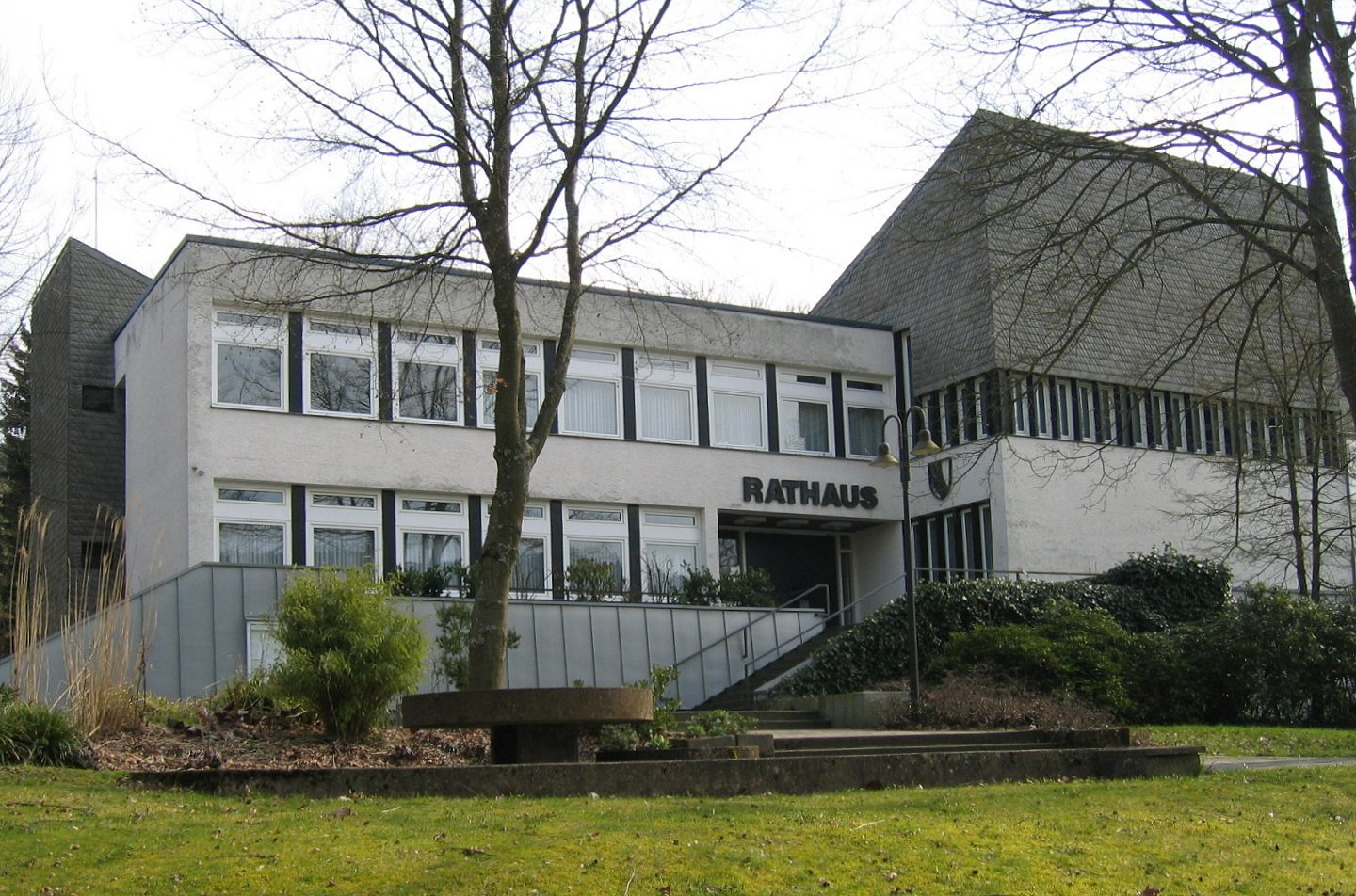

### Адміністративний поділ
Громада  складається з 46 районів:
- Байзінггаузен
- Бокгайм
- Бремке
- Бремшайд
- Бюемке
- Бюенфельд
- Коббенроде
- Дормекке
- Айнберг
- Еслое
- Фредебайль
- Фрідріксталь
- Фрілінггаузен
- Гламке
- Гаус-Блессеноль
- Гаус-Венне
- Генгсбек
- Генгсладе
- Геннінггаузен
- Гераген
- Гершайд
- Гузен
- Ін-дер-Марпе
- Ізінггайм
- Кюккельгайм
- Ланденбек
- Лармекке
- Лекмарт
- Лохтроп
- Логоф
- Людінггайм
- Ніхтінггаузен
- Нідер-Ланденбек
- Нідермарпе
- Нідерзальвай
- Обер-Ланденбек
- Обермарпе
- Оберзальвай
- Естерберге
- Райсте
- Заллінггаузен
- Швартмекке
- Зіпертінг
- Штертберг
- Венгольтгаузен
- Вільгельмсгеге